# Ештон Ітон
Ештон Ітон  (англ. Ashton Eaton, 21 січня 1988) — американський легкоатлет, дворазовий олімпійський чемпіон, чемпіон світу.

## Виступи на Олімпіадах
| Олімпіада   | Дисципліна    | Місце |
| ----------- | ------------- | ----- |
| Лондон 2012 | десятиборство | 1     |
| Ріо 2016    | десятиборство | 1     |

## Зовнішні посилання
- Досьє на sport.references.com [Архівовано 10 вересня 2015 у Wayback Machine.]